# Верель, Тони
Тони Вере́ль (фр. Tony Vairelles; род. 10 апреля 1973[…], Нанси) — французский футболист, выступавший на позиции нападающего. Двукратный чемпион Франции.

## Карьера
Тони Верель родился в Нанси, в большой семье, имевший цыганские корни. Спортивную карьеру начал в команде из родного города, за которую отыграл четыре сезона.
В 1995 году перешёл в «Ланс», где составил ударное атакующее трио вместе с Анто Дробняком и Владимиром Шмицером. В 1998 году «Ланс» сенсационно стал чемпионом Франции и получил право играть в Лиге чемпионов 1998/99. Из пяти мячей Ланса на групповом этапе Верель забил два — на последней минуте домашней игры с лондонским «Арсеналом» и в выездной игре с киевским «Динамо».
В 1999 году перешел в состав «Лиона», в котором долгое время не мог закрепиться в основном составе и играл на правах аренды в других французских командах. Однако сезон 2002/03 Верель отыграл в Лионе и второй раз в карьере стал чемпионом Франции.
После ухода из Лиона Тони Верель сменил несколько французских команд, играл в бельгийском «Льерсе», а с клубом «Ф91 Дюделанж» выигрывал чемпионат и Кубок Люксембурга.
Завершил карьеру в 2011 году в клубе Гёньон, одним из совладельцев которого и являлся.
В 1996 году в составе олимпийской сборной Франции Верель принимал участие в Олимпиаде. Там он в основном выходил на замену, а французы остались без медалей, проиграв четвертьфинал португальцам.
В национальной сборной Франции дебютировал в 1998 году товарищеской игрой с австрийцами. В ноябре 1999 года забил первый единственный мяч в сборной в ворота хорватов. Последнюю игру в сборной сыграл весной 2000 года против словенцев и больше в национальную команду не вызывался.
В октябре 2011 года Тони Верель с братьями устроили перестрелку в ночном клубе, в результате которой экс-футболист был арестован. В апреле 2012 года был освобождён из тюрьмы под залог.